# Viet Bac
Als Viet Bac bezeichneten die Viet Minh die nördliche Grenzregion Französisch-Indochinas zu China, in der sich während des Zweiten Weltkriegs die Guerilla derselben formierte. Auf französischer Seite wurde auch vom Unterschlupf von Cao Bang gesprochen.

## Hintergrund
Die Grenzregion Indochinas mit China war mehrheitlich von den ethnischen Minderheiten der Tho und der Nung bevölkert. Ethnische Vietnamesen selbst stellten eine kleine Minderheit in der Provinz dar. Das Gebiet war durch sein gebirgiges Terrain gegenüber dem bevölkerungsreichen Delta abgeschirmt. Auf der chinesischen Seite bestanden in den Provinzen Guangxi und Yunnan ebenso wenig zugängliche Grenzregionen, deren Bevölkerung teilweise mit den Tho und Nung kulturelle Affinitäten besaß. Das Gebiet wurde ab den 20er-Jahren ein Rückzugsort für nationalistische Aktivisten und politisch Verfolgte sowie Transitgebiet ins chinesische Exil.

## Formierung der Viet-Minh-Guerilla
Die Planungen zum Aufbau einer expandierenden Guerillainfrastruktur begannen innerhalb der Kommunistischen Partei Indochinas nach dem Fall Frankreichs im Mai 1940. Ho Chi Minh richtete sich im Februar 1941 dauerhaft im Dorf Pac Bo in der Provinz Cao Bang ein. 1943 kontrollierte die Guerilla drei von 9 Distrikten der Provinz vollständig. Ab 1943 kam es zunehmend zu Kampfhandlungen mit den französischen Kolonialtruppen. Ebenso stellte sich ab diesem Jahr eine Nahrungsmittelunterversorgung ein, die in einer schwelenden Hungersnot in der Region mündete. Anfang 1945 konnten die Viet Minh rund 5.000 bewaffnete Guerillas unterhalten. Nach der Machtübernahme und Internierung der Franzosen durch die Japaner im März 1945 kam es zu einem rasanten Aufschwung der Viet Minh. Im Juni desselben Jahres hatten sie bereits sechs Provinzen im Norden des Landes unter ihrer Kontrolle. Im Juni kam es zu vereinzelten Gefechten gegen japanische Truppen. Dabei wurden einige wenige französische Internierte von den Viet Minh befreit und nach China über die Grenze gebracht. In der Augustrevolution übernahmen die Viet Minh schließlich die Kontrolle über Tonkin und Teile Annams und riefen in Form der Demokratischen Republik Vietnam einen souveränen Staat aus.

## Indochinakrieg
1949 wurde die Organisation der Viet Minh von kleinen Zonen in größere Interzonen überführt. Dabei wurde die Interzone Viet Bac aus den vorbestehenden Zonen I und X gebildet. Die Interzone umfasste die Grenze zu China und Laos sowie einen großen Teil des nördlichen Deltas. Die Organisation in Interzonen wurde im Juni 1957 verlassen. Der erste Befehlshaber der Interzone war Le Quan Ba, als Politkommissar fungierte Chu Va Tan.